# ددوو (باشقیرستان)
ددوو (انگلیسی: Dedovo, Republic of Bashkortostan) یک شهرک در شهرستان فیودوروفسکی استان باشقیرستان کشور روسیه است.